# Dendrobium purpureiflorum
Dendrobium purpureiflorum är en orkidéart som beskrevs av Johannes Jacobus Smith. Dendrobium purpureiflorum ingår i släktet Dendrobium, och familjen orkidéer. Inga underarter finns listade i Catalogue of Life.